# József Demeter
József Demeter (21 gennaio 1962) è un pentatleta e allenatore di pentathlon moderno ungherese.

## Biografia
È padre e allenatore del pentatleta ungherese Bence Demeter.
Vinse l'argento a squadre ai mondiali di Melbourne 1985, gareggiando con i connazionali László Fábián e Attila Mizsér.
Fu campione europeo a Berlino Overt 1987 nell'individuale, dove terminò avanti a Milan Kadlec e Vakht'ang Iagorashvili.

## Palmarès
- Mondiali

Melbourne 1985: argento a squadre;
- Europei

Berlino Ovest 1987: oro nell'individuale